# John-Henry-Effekt
Der John-Henry-Effekt ist eine Verzerrung der Ergebnisse bzw. Fehlerquelle in Experimenten der Sozialwissenschaften. Dieser beschreibt ein reaktives Verhalten der Kontrollgruppe in einer Vergleichsgruppenuntersuchung, um den (Leistungs-)Unterschied zur Experimentalgruppe zu minimieren bzw. aufzulösen. Dazu müssen sie sich jedoch bewusst sein, dass sie der Kontrollgruppe angehören und in der Lage sein, sich mit der Experimentalgruppe in Bezug auf die gemessene Eigenschaft (abhängige Variable) zu vergleichen.
Zum Beispiel könnte eine Schulklasse sich vermehrt anstrengen, um den Nachteil gegenüber einer anderen Schulklasse, der ein zusätzlicher Lehrer zugewiesen wurde, auszugleichen. Als Gegenmaßnahme kann die Zuweisung verblindet werden bzw. eine Richtlinie vor Beginn des Experiments aufgezeichnet werden, um den Effekt überhaupt festzustellen.
Der Effekt ist mit dem ebenfalls in den Sozialwissenschaften bekannten Hawthorne-Effekt verwandt. Während beim John-Henry-Effekt die Teilnehmer der Kontrollgruppe ihr Verhalten aufgrund der Beobachtungssituation ändern, beschreibt der Hawthorne-Effekt etwaige Veränderungen im Verhalten der Teilnehmer in der Behandlungsgruppe.
Der Begriff wurde erstmals von Gary Saretsky (1972) verwendet, um das Verhalten des amerikanischen Eisenbahnarbeiters John Henry zu beschreiben. Nachdem dieser erfuhr, dass seine Arbeitsleistung mit der einer Dampfmaschine verglichen werden sollte, überanstrengte er sich dermaßen, dass er an den Folgen starb.